# Западный регион (Сингапур)
Западный регион (англ. West Region) — один из пяти регионов, на которые разделена Республика Сингапур. В соответствии со своим названием, он расположен в западной части острова. Это самый большой из пяти регионов, он разделен на 12 городских районов, включая Западный водосборный район (англ. Western Water Cathcment) и Западные острова (англ. Western Islands).

## Районы

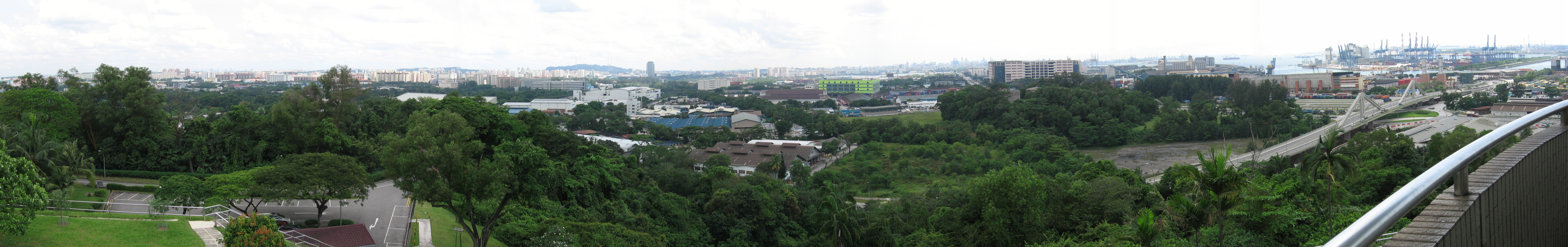
Панорама Западного округа

### Городские районы
- Букит-Баток (англ. Bukit Batok; 141400)
- Букит-Панджанг (англ. Bukit Panjang; 124700)
- Бун-Лей (англ. Boon Lay)
- Чоа-Чу-Кан (Цхуа-цху-кан) (англ. Choa Chu Kang; 168500)
- Клементи (англ. Clementi; 88100)
- Джуронг-Ист (англ. Jurong East; 86800)
- Джуронг-Уэст (англ. Jurong West; 253000)
- Пайонир (англ. Pioneer)
- Тенгах (англ. Tengah)
- Туас (англ. Tuas)
- Западные острова (англ. Western Islands)
- Западный водосборный район (англ. Western Water Catchment)

## Статистика
- Численность населения: 893 739 человек (2010)[1]
- Площадь территории: 255 км²[2]